# Półwysep Kerczeński
Półwysep Kerczeński (ukr. Керченський півострів, ros. Керченский полуостров, krm. Keriç yarımadası) – półwysep we wschodniej części Półwyspu Krymskiego na Ukrainie. 
Wraz z Półwyspem Tamańskim (od którego oddzielony jest Cieśniną Kerczeńską) oddziela Morze Azowskie od Morza Czarnego. Powierzchnia ok. 3000 km², ukształtowanie terenu nizinne z maksymalną wysokością do 190 m, klimat umiarkowany, ciepły i wilgotny. Na półwyspie występują wulkany błotne i słone jeziora. Do lat 90. XX wieku wydobywano tu rudy żelaza. Dwa rezerwaty przyrody: opucki i kazantipski. Główne miasto i port – Kercz.

## Budowa geomorfologiczna

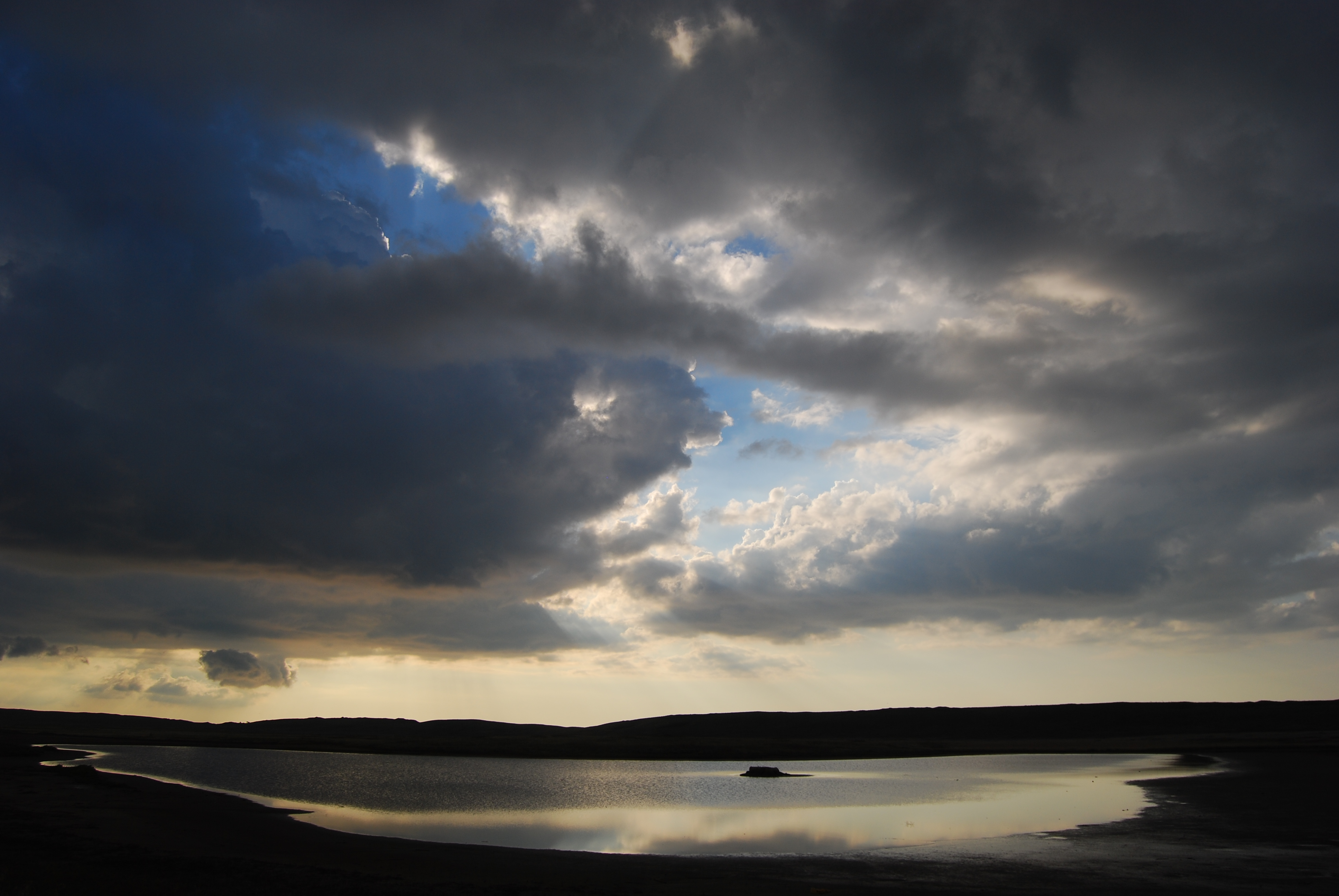
Północna część Półwyspu Kerczeńskiego, rejon występowania wulkanów błotnych

Wyróżnia się dwie części: południowo-zachodnią i północno-wschodnią, oddzielone od siebie Grzędą Parpacką, zbudowaną z wapieni, a morfologicznie będącą przedłużeniem Grzędy Zewnętrznej Gór Krymskich. 
Region południowo-zachodni jest równiną, zbudowaną z glin oligoceńskich, zmiętych w fałdy o rozciągłości pn.-wsch. - pd.-zach. Utwory te stanowią dalszy ciąg pasa osadów oligoceńskich północnych zboczy Gór Krymskich (krymska strefa fałdowa), przez co zaznacza się wyraźny związek tej części Półwyspu Kerczeńskiego z Górami Krymskimi. Nieznaczne kulminacje, o wysokości nie przekraczającej 120 m n.p.m. (np. wulkan błotny Dżau-Tepe, 119 m n.p.m.), rozdzielają płaskie rozległe obniżenia wypełnione przez solniska (np. Jezioro Uzuniarskie). Na wybrzeżu zaznacza się wyraźna terasa morska położona na wysokości 20 m n.p.m.
Region północno-wschodni ma budowę pagórkowato-grzędową, powstałą w wyniku erozji starszych struktur fałdowych. Fałdy te przechodzą w odpowiadające im fałdy Półwyspu Tamańskiego. Wysokości w tej części Półwyspu Kerczeńskiego, w odległości 20 km na zach. od Kerczu, sięgają blisko 190 m n.p.m. Antyklinalne kotliny powstały w wyniku erozji ich partii jądrowych, zbudowanych ze słabo zdiagenezowanych osadów ilastych miocenu i pliocenu. Elementem charakterystycznym dla tego regionu są liczne (33) stożkowate wulkany błotne o wysokości 30 do 40 m, występujące w szczytowych partiach antyklin. W strefie przybrzeżnej występują jeziora słone (np. Aktaszskie, Czokrakskie, Czurubaszskie, Tabieczynskie). Linia brzegowa bardzo urozmaicona, występują na przemian strome klify i niskie odcinki mierzejowe z plażami piaszczysto-żwirowymi i piaszczysto-muszlowymi.

## Historia
Podczas II wojny światowej, w latach 1941–1943 rejon wielokrotnych walk sowiecko-niemieckich. W kwietniu 1944 roku został opanowany przez Armię Czerwoną w wyniku kombinowanej operacji morsko-lądowej.